# Theresienkapelle (Abbehausen)
Die ehemalige Theresienkapelle im niedersächsischen Nordenham-Abbehausen, St.-Laurentius-Straße 7, im Landkreis Wesermarsch stammt aus der Mitte des 20. Jahrhunderts.

Aktuell (2023) wird sie als Tischlerei und Bestattungshaus genutzt.
Das Gebäude steht unter Denkmalschutz (siehe auch Liste der Baudenkmale in Nordenham).

## Geschichte
In der Wesermarsch wohnte eine überwiegend evangelische Bevölkerung. Nach dem Zweiten Weltkrieg gab es auch einen Zuzug katholischer Flüchtlinge u. a. aus Schlesien, so dass für nunmehr um die 400 Katholiken eine Kapelle notwendig wurde. Der Bonifatius-Verein, das Offizialat in Vechta und die Abbehauser Katholiken finanzierten einen Kapellenneubau.
Die frühere verklinkerte Kapelle mit dem Kirchenschiff, dem Satteldach und der Rosette über dem Eingang wurde deshalb 1952 gebaut.
Die Kapelle wurde benannt nach der heiligen Teresa von Ávila (1515–1582). 1962 wurde das Gebäude um einen Glockenpfeiler und eine Sakristei erweitert, ein neuer kleiner Glockenturm erhielt eine 300 Kilogramm schwere Glocke von 1711 aus der katholischen Kapelle St. Rochus im schlesischen Ziegenhals.
Die Kapelle wurde um 2000 profaniert und diente noch als Andachtshalle und für Trauungen. Der Kirchenausschuss der St.-Willehad-Gemeinde in Nordenham beschloss 2006, das Gebäude zu verkaufen. Ein Tischlereibetrieb und Bestatter erwarb und nutzt seitdem das Haus.
Das Landesdenkmalamt befand zur Bedeutung: „… geschichtlich, städtebaulich … .“